# 安堂寺橋
安堂寺橋（あんどうじばし）は、大阪市の東横堀川に架かる橋。
大阪市中央区松屋町住吉および松屋町と南船場1丁目の間を結んでいる。橋の上を阪神高速1号環状線が通過する。

## 橋の概要
橋の名前は『日本書紀』孝徳天皇白雉4年条に記載されている伝説的な寺「安曇寺」から転訛したものとされたが、現在の学説においては否定されている。『続日本紀』聖武天皇天平16年2月22日条に記載されている、天皇が遊覧したとされる「安曇江」は、東横堀川の前身となる入江であったとも伝えられる。また一説に、古代海人族の阿曇氏の拠点が上町台地のこの地にあったからとも推定されている。
江戸時代初期には架橋されており、当時の橋通りであった安堂寺橋通（あんどうじばしどおり）は、大坂と奈良を最短距離で結ぶ暗越奈良街道に接続する重要な道筋として栄えた。清水谷屋敷を横断し、玉造（町人地）の南縁を経て、東成郡中道村に至るまで人家が連続し、事実上の大坂の東玄関となっていた。
橋の東詰は東堀の材木浜で、材木をはじめ竹や竹皮の取引も行われていた。
橋の西詰は南船場の安堂寺町（もともと内安堂寺町だった現在の安堂寺町とは異なる）につながり、金物問屋や砂糖商の密集する町であった。商家が密集し、商人をはじめ人の往来が盛んな場所であったが、落語の演目の一つである「まんじゅうこわい」に登場するように自殺の名所でもあった。
明治時代中期には、鉄柱で支える木桁橋に掛け替えられ、1914年（大正3年）には鋼鈑桁橋に架け替えられた。しかし幅員は従来の橋とほぼ変わらない6.1mのままであった。
第二次世界大戦終戦後、1967年（昭和42年）に現行の橋が完成し、幅員6mで三径間の鋼鈑桁橋に架け替えられた。その後、モータリゼーションなどによる交通量増加に伴い、1974年（昭和49年）に歩道が両側へ1.5mずつ拡幅されて現在に至る。

### 仕様
- 鋼鈑桁橋（連続桁）[1]
- 橋長49.2m、幅6.0m（橋の両側に1.5m程の歩道がある）[1]

### 周辺
- 久宝寺橋 - 東横堀川の一つ上流の橋
- 末吉橋 - 東横堀川の一つ下流の橋
- 味覚糖本社
- 福山通運大阪船場支店

### 交通アクセス
- 鉄道：Osaka Metro 松屋町駅4番出口から約200m、徒歩4分[1]
- 路線バス：大阪シティバス85号系統「松屋町」停留所下車[1]
- 道路：松屋町筋 安堂寺通

## 地名としての安堂寺橋通
安堂寺橋通（あんどうじばしどおり）は、かつて大阪市南区（現：中央区）に存在した旧町名。現在の中央区南船場の一部にあたる。東横堀川以東の現在の中央区安堂寺町とは異なる。
明治時代の初頭には、大坂三郷南組の安堂寺町1丁目 - 5丁目（2丁目は上半・下半に分れる）・北勘四郎町であった。明治2年の大坂三郷再編により南大組が発足。当地は同年6月2日に東大組、明治3年9月に南大組に属した。明治5年3月17日、安堂寺町1丁目 - 5丁目・北勘四郎町を安堂寺橋通1丁目 - 4丁目となる。
明治8年4月30日、大区小区制施行により、南大組が第2大区となる。明治12年2月10日、-郡区町村編制法施行により、第2大区が南区となる。これにより同日から南区安堂寺橋通1丁目 - 4丁目となる。明治22年4月1日、市制施行により大阪市南区に編入され、大阪市南区安堂寺橋通1丁目 - 4丁目となる。
第二次世界大戦終戦後、1982年（昭和57年）2月1日の住居表示実施により、安堂寺橋通1丁目 - 4丁目は、南船場1丁目 - 4丁目の各一部となり、歴史ある安堂寺橋通の町名は消滅した。
1989年（平成元年）2月13日には、南区と東区の合区により中央区が発足した。

### 名所・史跡
- 絲漢堂 (しかんどう) - 旧：安堂寺橋通3丁目。エレキテルを制作したことで知られる蘭学者の橋本宗吉が開いた蘭学塾。丼池筋沿いに所在した[3]。跡地には、大阪市顕彰史跡「橋本宗吉絲漢堂跡碑」が建立されている[2]。
- 油掛地蔵尊 - 旧：安堂寺橋通1丁目[2]。